# Facundo Rodríguez (calciatore 2000)
Facundo Santiago Rodríguez Fábregas (San Martín, 26 febbraio 2000) è un calciatore argentino, difensore dell'Estudiantes (LP).

## Caratteristiche tecniche
È un difensore centrale.

## Carriera
Rodríguez è cresciuto nel settore giovanile del Godoy Cruz, dove ha debuttato il 30 marzo 2019 nell'incontro di Primera División vinto 2-1 contro il Patronato. Rimasto con la seconda squadra nei due anni successivi, il 12 marzo 2021 è stato ceduto in prestito per una stagione al Temperley fino a dicembre. Il 10 gennaio 2022 è passato con la stessa formula al Guillermo Brown ed il 12 marzo seguente ha segnato il suo primo gol in carriera, decidendo la sfida vinta 1-0 proprio contro la sua ex squadra, il Temperley.
Nel dicembre del 2022 è passato in prestito con diritto di riscatto all'LDU Quito. Titolare al centro della difesa assieme a Ricardo Adé, alla sua prima stagione in Ecuador ha vinto il campionato nazionale e la Coppa Sudamericana ai rigori contro il Fortaleza. Nel gennaio del 2024 è stato riscattato dal club ecuadoriano. Il 1º luglio 2024 ha fatto ritorno in Argentina dove ha firmato un triennale con l'Estudiantes (LP).

## Statistiche

### Presenze e reti nei club
Statistiche aggiornate al 2 aprile 2025.
| Stagione                | Squadra                 | Campionato              | Campionato | Campionato | Coppe nazionali | Coppe nazionali | Coppe nazionali | Coppe continentali | Coppe continentali | Coppe continentali | Altre coppe | Altre coppe | Altre coppe | Totale | Totale | Totale |
| Stagione                | Squadra                 | Comp                    | Pres       | Reti       | Comp            | Pres            | Reti            | Comp               | Pres               | Reti               | Comp        | Pres        | Reti        | Pres   | Reti   |        |
| ----------------------- | ----------------------- | ----------------------- | ---------- | ---------- | --------------- | --------------- | --------------- | ------------------ | ------------------ | ------------------ | ----------- | ----------- | ----------- | ------ | ------ | ------ |
| 2018-2019               | Godoy Cruz              | PD                      | 2          | 0          | CA+CdL          | 0+1             | 0               | -                  | -                  | -                  | -           | -           | -           | 3      | 0      |        |
| 2021                    | Temperley               | PBN                     | 12         | 0          | CA              | 2               | 0               | -                  | -                  | -                  | -           | -           | -           | 14     | 0      |        |
| 2022                    | Guillermo Brown         | PBN                     | 28         | 2          | CA              | 0               | 0               | -                  | -                  | -                  | -           | -           | -           | 28     | 2      |        |
| 2023                    | LDU Quito               | A                       | 26         | 1          | -               | -               | -               | CS                 | 11                 | 1                  | -           | -           | -           | 37     | 2      |        |
| gen.-giu. 2024          | LDU Quito               | A                       | 11         | 0          | -               | -               | -               | CL                 | 5                  | 0                  | RS          | -           | -           | 16     | 0      |        |
| Totale LDU Quito        | Totale LDU Quito        | Totale LDU Quito        | 37         | 1          |                 | -               | -               |                    | 16                 | 1                  |             | 0           | 0           | 53     | 2      |        |
| lug.-dic. 2024          | Estudiantes (LP)        | PD                      | 14         | 1          | CA+CdL          | 0               | 0               | CL                 | -                  | -                  | SA+TdC      | -           | -           | 14     | 1      |        |
| 2025                    | Estudiantes (LP)        | PD                      | 7          | 1          | CA              | 1               | 0               | CL                 | 1                  | 0                  | -           | -           | -           | 9      | 1      |        |
| Totale Estudiantes (LP) | Totale Estudiantes (LP) | Totale Estudiantes (LP) | 21         | 2          |                 | 1               | 0               |                    | 1                  | 0                  |             | -           | -           | 23     | 2      |        |
| Totale carriera         | Totale carriera         | Totale carriera         | 100        | 5          |                 | 4               | 0               |                    | 17                 | 1                  |             | 0           | 0           | 121    | 6      |        |

## Palmarès

### Club

#### Competizioni nazionali
- Campionato ecuadoriano: 2

LDU Quito: 2023, 2024
- Copa de la Liga Profesional: 1

Estudiantes: 2024
- Trofeo de Campeones de la Liga Profesional: 1

Estudiantes: 2024

#### Competizioni internazionali
- Coppa Sudamericana: 1

LDU Quito: 2023